# Yang Wenjun
Yang Wenjun (Fengcheng, 25 december 1983) was een Chinees, kanovaarder.
Yang won samen met Meng Guanliang olympisch goud in 2004 en 2008 in de C-2 500 meter. Op de wereldkampioenschappen behaalde Yang twee bronzen medailles.

## Belangrijkste resultaten

### Olympische Zomerspelen
| Editie | Plaats | Resultaten            |
| ------ | ------ | --------------------- |
| 2004   | Athene | C-2 500m 9e C-2 1000m |
| 2008   | Peking | C-2 500m              |

### Wereldkampioenschappen vlakwater
| Jaar | Plaats   | Resultaten |
| ---- | -------- | ---------- |
| 2006 | Szeged   | C-1 500 m  |
| 2007 | Duisburg | C-1 500 m  |

1976: Sergej Petrenko & Aleksandr Vinogradov ·
1980: László Foltán & István Vaskuti ·
1984: Matija Ljubek & Mirko Nišović ·
1988: Nicolae Juravschi & Viktor Reneiski ·
1992: Dmitri Dovgalenok & Aleksandr Maseikov ·
1996: Csaba Horváth & György Kolonics ·
2000: Ferenc Novák & Imre Pulai ·
2004: Meng Guanliang & Yang Wenjun ·
2008: Meng Guanliang & Yang Wenjun ·
2024: Liu Hao & Ji Bowen